# Mizuno Open
Mizuno Open (japanska: ミズノオープン, romaji: mizuno ōpun) är en professionell golftävling på den japanska golftouren och tävlingen har spelats sedan 1971, men har varit en tävling på golftouren sedan 1979. Sedan 1998 ges de fyra bästa spelarna i tävlingen och som inte redan är kvalificerade, en inbjudan till British Open i juli två månader senare. Detta är skälet till varför tävlingen kallas Gateway to the Open Mizuno Open. Tävlingen spelades på Setonaikai Golf Club i Okayama mellan 1998 och 2006, samt 2011 till 2014. Tokinodai Country Club i Ishikawa var värd åt golftävlingen mellan 1985 och 1997.
Mellan 2007 och 2010 fusionerade Mizuno Open med Yomiuri Open vilket bildade tävlingen Gateway to the Open Mizuno Open Yomiuri Classic, vilken spelades på Yomiuri Country Club i  Nishinomiya.

## Vinnare
| Årr                                             | Vinnare                                   | Nationalitet                    |
| Gateway to the Open Mizuno Open                 | Gateway to the Open Mizuno Open           | Gateway to the Open Mizuno Open |
| ----------------------------------------------- | ----------------------------------------- | ------------------------------- |
| 2017                                            | Chan Kim                                  | USA                             |
| 2016                                            | Kim Kyung-tae                             | Sydkorea                        |
| 2015                                            | Taichi Teshima                            | Japan                           |
| 2014                                            | Jang Dong-kyu                             | Sydkorea                        |
| 2013                                            | Brendan Jones                             | Australien                      |
| 2012                                            | Brad Kennedy                              | Australien                      |
| 2011                                            | Hwang Jung-gon                            | Sydkorea                        |
| Gateway to the Open Mizuno Open Yomiuri Classic |                                           |                                 |
| 2010                                            | Shunsuke Sonoda                           | Japan                           |
| 2009                                            | Ryo Ishikawa                              | Japan                           |
| 2008                                            | Prayad Marksaeng                          | Thailand                        |
| 2007                                            | Lee Dong-hwan                             | Sydkorea                        |
| Gateway to the Open Mizuno Open                 |                                           |                                 |
| 2006                                            | SK Ho                                     | Sydkorea                        |
| 2005                                            | Chris Campbell                            | Australien                      |
| 2004                                            | Brendan Jones                             | Australien                      |
| 2003                                            | Todd Hamilton                             | USA                             |
| 2002                                            | Dean Wilson                               | USA                             |
| 2001                                            | Hidemichi Tanaka                          | Japan                           |
| 2000                                            | Yasuharu Imano                            | Japan                           |
| 1999                                            | Eduardo Herrera                           | Colombia                        |
| 1998                                            | Brandt Jobe                               | USA                             |
| Mizuno Open                                     |                                           |                                 |
| 1997                                            | Brian Watts                               | Kanada                          |
| 1996                                            | Yoshinori Kaneko                          | Japan                           |
| 1995                                            | Brian Watts                               | Kanada                          |
| 1994                                            | Brian Watts                               | Kanada                          |
| 1993                                            | Seiki Okuda                               | Japan                           |
| 1992                                            | Tōru Nakamura                             | Japan                           |
| 1991                                            | Roger Mackay                              | Australien                      |
| 1990                                            | Brian Jones                               | Australien                      |
| 1989                                            | Akiyoshi Ohmachi                          | Japan                           |
| 1988                                            | Yoshimi Niizeki                           | Japan                           |
| 1987                                            | David Ishii                               | USA                             |
| 1986                                            | Tsuneyuki Nakajima                        | Japan                           |
| 1985                                            | Tateo Ozaki och Katsunari Takahashi (tie) | Japan Japan                     |
| 1984                                            | Kikuo Arai                                | Japan                           |
| 1983                                            | Eitaro Deguchi                            | Japan                           |
| 1982                                            | Teruo Sugihara                            | Japan                           |
| 1981                                            | Kikuo Arai                                | Japan                           |
| 1980                                            | Norio Suzuki                              | Japan                           |
| 1979                                            | Mitsuhiro Kitta                           | Japan                           |
| 1978                                            | Akio Kanemoto                             | Japan                           |
| 1977                                            | Masaji Kusakabe                           | Japan                           |
| 1976                                            | Masaji Kusakabe                           | Japan                           |
| 1975                                            | Shigeru Uchida                            | Japan                           |
| 1974                                            | Shigeru Uchida                            | Japan                           |
| 1973                                            | Shichiro Enomoto                          | Japan                           |
| 1972                                            | Kazuo Yoshikawa                           | Japan                           |
| 1971                                            | Makoto Yamaguchi                          | Japan                           |